# بیورن مهنرت
بیورن مهنرت (انگلیسی: Björn Mehnert؛ زادهٔ ۲۴ اوت ۱۹۷۶) بازیکن فوتبال اهل آلمان است.
از باشگاه‌هایی که در آن بازی کرده‌است می‌توان به باشگاه فوتبال روت وایس اهلن و باشگاه فوتبال بروسیا دورتموند اشاره کرد.